# Damara
Pour les articles homonymes, voir Damara (homonymie).
Damara est une ville de République centrafricaine située dans la préfecture d'Ombella-M'Poko dont elle constitue l'une des six sous-préfectures.

## Géographie
La ville est située sur la route nationale 2 (RN2) à 75 km au Nord-Est de Bangui (PK 0). Elle est un carrefour à l'extrémité de la route nationale 4 (RN4) qui conduit en direction au Nord vers la frontière tchadienne.
|       | Bogangolo | Ngoumbélé |
| Boali | Damara    | Galafondo |
|       | Bimbo     | Wango     |

## Histoire
- 31 juillet 1912, Création de la Subdivision de Damara, partie de la circonscription de l'Ombella-Mondjo dont le premier Chef Canton était WAN-DÖ DEHOLO (WANDOS pour sa descendance), puisqu'il était Chef traditionnel de cette localité.
- 16 octobre 1946, Création du District de Damara [2].
- 23 janvier 1961, Création de la Sous-préfecture de Damara[3].

Lors de la reprise des combats en décembre 2012 entre les FACA  et la coalition rebelle de Séléka, la ville est une position stratégique pour l'avancée sur Bangui,.

## Politique
La sous-préfecture de Damara constitue une circonscription électorale législative depuis 1993.
| Date d'élection | Identité                  | Parti                   |
| --------------- | ------------------------- | ----------------------- |
| 1993            | René Bandakpara           | PSD                     |
| 1998            | Éric Sorogonpé Zoumandji  | MLPC                    |
| 2005            | Éric Sorogonpé Zoumandji  | MLPC                    |
| 2011            | Faustin Archange Touadéra | KNK                     |
| 2016            | Étienne Selekon,          | indépendant             |
| 21 juin 2017    | Nestor Mamadou Nali       | majorité présidentielle |

## Personnalités
- Félix Éboué, chef de la subdivision de Damara de 1912 à 1914[8].
- Jean Sébiro, ancien ministre et ancien maire de la ville, est originaire de Damara.[réf. nécessaire]
- Jean-Luc Mandaba, chirurgien-pédiatre, ancien Premier Ministre du président Ange Félix Patassé et ancien Ministre de la santé est originaire de Damara.[réf. nécessaire]
- Nestor Mamadou Nali, chirurgien et neveu de Jean Sébiro, ancien Ministre, est originaire de Damara.[réf. nécessaire]
- Dieudonné Sérégaza, général de brigade, neveu de Jean-Luc Mandaba, est originaire de Damara.[réf. nécessaire]
- Éric Sorongopé Zoumandji, ancien Ministre des finances et ancien conseiller économique d'Ange Félix Patassé, est originaire de Damara.[réf. nécessaire]
- René Bandakpara, ancien maire de la ville, est originaire de Damara[réf. nécessaire]
- Julien MANDABA, ancien député questeur à l'assemblée nationale ,ancien maire du 4è arrondissement, ancien président de la délégation  de la ville de Bangui par intérim en 1979,Chef de groupe Gbakamandjia du quartier BOYRABÉ, est otiginaire de Damara.